# Кузня-Рациборська
Кузьня-Раціборска (пол. Kuźnia Raciborska, нім. Ratiborhammer) — місто в південній Польщі, на річці Руда.
Належить до Раціборського повіту Сілезького воєводства.

## Демографія
Демографічна структура станом на 31 березня 2011 року:
|          | Загалом | Допрацездатний вік | Працездатний вік | Постпрацездатний вік |
| -------- | ------- | ------------------ | ---------------- | -------------------- |
| Чоловіки | 2804    | 572                | 1932             | 300                  |
| Жінки    | 2783    | 434                | 1791             | 558                  |
| Разом    | 5587    | 1006               | 3723             | 858                  |